# Vlag van North Carolina
De vlag van North Carolina bestaat uit een blauwe verticale baan aan de hijszijde (een derde van de breedte), met rechts daarvan twee horizontale banen in de kleuren rood (boven) en wit. In de blauwe band staan tussen twee linten de initialen van de staat met daartussenin een witte ster. In de linten staan twee data: 20 mei 1775 en 12 april 1776.
De datum van 20 mei 1775 verwijst naar de Mecklenburg Declaration of Independence, een proclamatie waarin het in North Carolina gelegen Mecklenburg County zich aan het begin van de Amerikaanse Onafhankelijkheidsoorlog onafhankelijk van het Verenigd Koninkrijk verklaarde. De datum van 12 april 1776 verwijst naar de Halifax Resolves, een resolutie die de afgevaardigden van North Carolina in het tweede Continental Congress toestemming gaf om de Amerikaanse Onafhankelijkheidsverklaring te steunen. Beide data symboliseren de belangrijke rol die North Carolina in de Verenigde Staten gespeeld heeft bij het verkrijgen van de onafhankelijkheid.
De huidige vlag werd aangenomen in maart 1885 en verving de vlag die op 22 juni 1861 in gebruik werd genomen. De vlag van 1861 was de eerste die North Carolina aannam; dat gebeurde kort nadat de staat zich afscheidde van de Verenigde Staten en aansloot bij de Geconfedereerde Staten (20 mei 1861). De datum van afscheiding wordt op de vlag van 1861 getoond, evenals de datum van de Mecklenburg Declaration of Independence (beide gebeurtenissen vonden plaats op 20 mei).
De huidige vlag werd in 1991 nog lichtjes aangepast, met name het embleem op het blauwe deel van de vlag werd iets vergroot.
| Vexillologisch symbool voor een buiten gebruik gestelde vlag | Vexillologisch symbool voor een buiten gebruik gestelde vlag |  |